# Creatures of the Night
Creatures of the Night je album skupiny Kiss z roku 1982. Dostalo na 45. místo žebříčků popularity.
Kytarové party na tomto albu nahrávalo vícero muzikantů včetně Vinnie Vincenta. Vincent oficiálně nahradil Frehleye v prosinci 1982 během koncertního turné při 10. výročí vzniku skupiny. Vincentova identita/maska, byla ve formě egyptského bojovníka. Toto turné nebylo v USA komerčně nejúspěšnější, ale skupina měla i koncerty, na kterých bylo nejvíc diváků v jejich historii, včetně 137 000 fanoušků v Rio de Janeiro, v Brazílii 18. června 1983. Dne 25. června 1983 se uskutečnil v São Paulo poslední koncert (až do r. 1996), na kterém skupina Kiss vystupovala v maskách.

## Seznam skladeb
| Pořadí         | Název                  | Autor                            | Hlavní zpěvák  | Délka |
| -------------- | ---------------------- | -------------------------------- | -------------- | ----- |
| 1.             | Creatures Of The Night | Stanley / Mitchell               | Paul Stanley   | 4:01  |
| 2.             | Saint And Sinner       | Simmons / Japp                   | Gene Simmons   | 4:50  |
| 3.             | Keep Me Comin          | Stanley / Mitchell               | Stanley        | 4:00  |
| 4.             | Rock And Roll Hell     | Simmons / Bryan Adams / Vallance | Simmons        | 4:08  |
| 5.             | Danger                 | Stanley / Mitchell               | Stanley        | 3:55  |
| 6.             | I Love It Loud         | Simmons / Cusano                 | Simmons        | 4:12  |
| 7.             | I Still Love You       | Stanley / Cusano                 | Stanley        | 6:06  |
| 8.             | Killer                 | Simmons / Cusano                 | Simmons        | 3:19  |
| 9.             | War Machine            | Simmons / Adams / Vallance       | Simmons        | 4:13  |
| Celková délka: | Celková délka:         | Celková délka:                   | Celková délka: | 38:47 |

## Obsazení
- Paul Stanley – rytmická kytara, zpěv
- Gene Simmons – basová kytara, zpěv
- Ace Frehley – sólová kytara, zpěv
- Eric Carr – bicí, zpěv

## Hosté
- Vinnie Vincent – sólová kytara
- Bob Kulick – kytara
- Mike Porcaro – basová kytara

## Umístění
Album
| Hitparáda(1982) | Umístění |
| --------------- | -------- |
| Austrálie       | 33       |
| USA             | 22       |
| Německo         | 42       |
| Itálie          | 25       |
| Nizozemsko      | 34       |
| Norsko          | 31       |
| Švédsko         | 22       |